# Fredericton
Fredericton ist die Hauptstadt der Atlantikprovinz New Brunswick im Osten Kanadas sowie des York County. Mit 56.224 Einwohnern im Jahr 2011 sowie 101.760 Einwohnern im Großraum Fredericton (Stand: 2016) ist sie die drittgrößte Stadt der Provinz. Fredericton beherbergt zwei Universitäten. Die Stadt ist benannt nach Frederick Augustus, Duke of York and Albany, dem zweiten Sohn Georgs III.

## Lage und Klima
Die Stadt befindet sich ca. 90 km nordwestlich von Saint John und rund 150 km südwestlich von Moncton. Die Stadt wird vom Saint John River geteilt. Mit Oromocto befindet sich eine andere größere Stadt in ca. 20 km Entfernung.
|                       | Jan   | Feb   | Mär   | Apr  | Mai  | Jun  | Jul  | Aug  | Sep  | Okt  | Nov   | Dez   |   |         |
| Mittl. Tagesmax. (°C) | −4,0  | −2,3  | 3,0   | 9,7  | 17,5 | 22,8 | 25,6 | 24,7 | 19,5 | 12,8 | 5,6   | −1,1  | ⌀ | 11,2    |
| Mittl. Tagesmin. (°C) | −15,5 | −14,1 | −7,8  | −1,1 | 4,7  | 9,6  | 13,0 | 12,1 | 6,7  | 1,2  | −3,5  | −11,4 | ⌀ | −0,4    |
|                       |       |       |       |      |      |      |      |      |      |      |       |       |   |         |
| Niederschlag (mm)     | 109,6 | 79,2  | 102,7 | 87,4 | 95,9 | 88,6 | 87,1 | 89,8 | 94,5 | 97,7 | 103,2 | 107,8 | Σ | 1.143,5 |
|                       |       |       |       |      |      |      |      |      |      |      |       |       |   |         |
| Regentage (d)         | 15,0  | 11,5  | 14,2  | 13,2 | 14,0 | 12,8 | 12,7 | 11,4 | 11,4 | 12,3 | 13,4  | 14,6  | Σ | 156,5   |

| −15,5 |

| −14,1 |

| −7,8 |

| −1,1 |

| 4,7 |

| 9,6 |

| 13,0 |

| 12,1 |

| 6,7 |

| 1,2 |

| −3,5 |

| −11,4 |

| −15,5 |

| −14,1 |

| −7,8 |

| −1,1 |

| 4,7 |

| 9,6 |

| 13,0 |

| 12,1 |

| 6,7 |

| 1,2 |

| −3,5 |

| −11,4 |

## Wirtschaft und Infrastruktur
Zu den größten privaten Unternehmen und Arbeitgebern in der Umgebung gehören: J. D. Irving, United Parcel Service, Maple Leaf Homes, Marriott Worldwide Reservation Centre, Bell Aliant, ADI Ltd., Walmart, Omni Facility Services Canada Corporation, Hamilton-Kennedy Inc., Skillsoft, York Manor Nursing Home, Barrett Xplore Inc., Delta Fredericton.
Zu den städtischen und öffentlichen Arbeitgebern gehören: die Province of New Brunswick (in Fredericton), River Valley Health Corporation, NB Power, School District 18, University of New Brunswick, City of Fredericton, Mactaquac Provincial Park und Service Canada.
Zu den größten Wirtschaftssektoren zählen:
- Handel,
- Forschung,
- Bauwirtschaft,
- öffentliche Einrichtungen,
- Gesundheitseinrichtungen,
- Finanzen und Versicherungen

### Bildung
In Fredericton befinden sich mehrere Grund- (Elementary) sowie weiterführende Schulen (High Schools). Von den drei öffentlichen High Schools wird in zweien auf Englisch unterrichtet, an der dritten überwiegend in französischer Sprache. Die im Jahre 1785 gegründete Fredericton High School, welche einst zu den größten Schulen im Commonwealth of Nations gehörte, besuchen meist die Schüler, die im südlichen Teil der Stadt leben. Die High School verfügt über mehrere Sportmannschaften im Basketball, Hockey, Fußball und American Football.
Die Leo Hayes High School, welche im Jahr 1999 eröffnete, wird vorwiegend von Schülern besucht, die im nördlichen Stadtgebiet leben. Die Schule wird von einem privaten Anbieter betrieben, jedoch durch eine staatliche Partnerschaft. Der Schwerpunkt der Lehre der Schule liegt im künstlerischen, sportlichen und allgemein bildenden Bereich.
Des Weiteren befinden sich vier Mittelschulen und vierzehn Grundschulen im Stadtgebiet.

### Universitäten und Forschung
In der Stadt befinden sich mehrere Hochschulen: Die University of New Brunswick, die St. Thomas University und die University of Fredericton. Die University of New Brunswick wurde im Jahr 1785 gegründet und zählt mit der University of North Carolina at Chapel Hill zu den ältesten Universitäten in Nordamerika. Die St. Thomas University ist die einzige katholische Universität in New Brunswick. Sie wurde im Jahre 1964 gegründet und bietet Studiengänge an in den Fachrichtungen Journalismus, Kriminologie, Gerontologie und Sozialwissenschaften an. Des Weiteren ist die Hochschule führend in der 2D und 3D-Grafik Animationstechniken.

### Forschungseinrichtungen
Fredericton beherbergt mehrere größere Forschungseinrichtungen im Bereich Landwirtschaft, Forstwirtschaft und Ingenieurwesen. Das The Hugh John Flemming Forestry Centre (inkl. der städtischen und Provinzforschungseinrichtungen) beherbergt das größte und zugleich führende Forschungszentrum in Zentralkanada. Das Forschungszentrum kooperiert mit der University of New Brunswick.
Aufgrund des wachsenden IT-Sektors wurde ein Forschungszweig eingerichtet. Im Jahr 2002 eröffnete das National Research Council of Canada Institute for Information Technology – e-Business facility, welches sich auf dem Campus der University of New Brunswick befindet.

### Medien
In Fredericton erscheinen mehrere Printmedien. Die größte Tageszeitung ist der Daily Gleaner mit einer Auflage von 16.000 Exemplaren täglich. Der Telegraph-Journal hat seinen Hauptsitz in Saint John, betreibt jedoch eine spezielle Ausgabe für Fredericton und verfügt über ein Büro in der Stadt.
In Fredericton befinden sich keine regionalen Fernsehsender. Diese befinden sich in der größeren Stadt Saint John. Fredericton verfügt jedoch über zehn Hörfunksender, die in der Stadt Sendestudios betreiben und die Stadt sowie die umliegenden Städte versorgen. Dazu zählen u. a. CKHJ - Today’s Country und The Fox 95.3FM, ein Rockmusiksender.

## Sehenswürdigkeiten

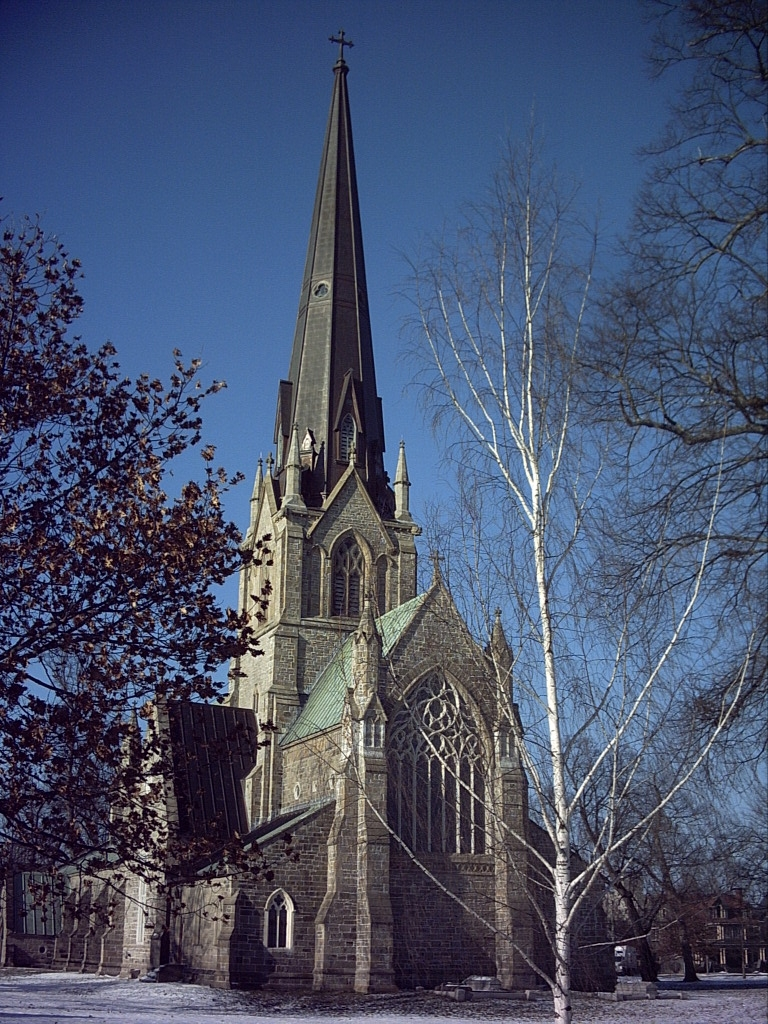
Christ Church Cathedral

Fredericton ist eine Universitätsstadt mit Kunsthalle und Theater. Die Christ Church Cathedral wird als die erste Kathedrale in Nordamerika bezeichnet.
Die 1785 gegründete University of New Brunswick (ursprünglich „King's College“ genannt) ist die älteste öffentliche Universität in Nordamerika. Der St. John River teilt die Stadt in Northside and Southside.
Das repräsentative Rathaus (City Hall) im viktorianischen Stil stammt aus dem Jahr 1876.

## Partnerstädte
- Gangnam-gu, Südkorea

## Verkehr

### Luftverbindungen
Der Fredericton International Airport (IATA-Flughafencode: YFC, ICAO-Flughafencode: CYFC) befindet sich ca. 15 km von Fredericton entfernt. Der Flughafen verbindet die Stadt mit mehreren inländischen Zielen. Da der Platz durch Nav Canada als Airport of Entry klassifiziert ist und dort Beamte der Canada Border Services Agency (CBSA) stationiert sind, ist hier eine Einreise aus dem Ausland zulässig. Angeflogen werden u. a. Toronto, Ottawa, Halifax und Montreal. Hinzu kommen saisonale Flüge in die Karibik und Kuba.

### Straßen und Highways
Fredericton ist an den wichtigen Trans-Canada Highway angeschlossen. Daneben verbinden mehrere Landstraßen die Stadt mit anderen Städten in der Gegend.

### Busverkehr
Den innerstädtischen öffentlichen Personennahverkehr führt Fredericton Transit aus. Es verkehren mehrere Buslinien, welche auch die umliegenden Kommunen anfahren. Des Weiteren betreibt Acadian Intercity Bus Lines Intercity-Buslinien, die die Stadt vor allem mit den östlichen Städten der Provinz verbinden.

## Persönlichkeiten
- Charles Fisher (1808–1880), Politiker
- Robert Duncan Wilmot (1809–1891), Politiker
- Isaac Stephenson (1829–1918), US-amerikanischer Politiker
- Alexander Stewart (1829–1912), US-amerikanischer Politiker
- John Fox (1835–1914), US-amerikanischer Politiker
- Charles Frederic Hartt (1840–1878), Naturforscher
- Andrew George Blair PC KC (1844–1907), Politiker der Liberalen Partei
- Hedley Francis Gregory Bridges (1902–1947), Jurist und Politiker der Liberalen Partei
- Edna Little (* 1928), Chorleiterin und Musikpädagogin
- Robert Howie PC QC (1929–2017), Rechtsanwalt und Politiker (PC)
- Willie O’Ree (* 1935), Eishockeyspieler
- Mary Pratt CC (1935–2018), Malerin
- Hugo Barrantes Ureña (1936–2024), costa-ricanischer Geistlicher und Erzbischof von San José de Costa Rica
- Walter Allison Hurley (* 1937), Altbischof von Grand Rapids
- Joe Medjuck (* 1943), Produzent
- Danny Grant (1946–2019), Eishockeyspieler und -trainer
- Keith Ashfield PC (1952–2018), Politiker der Konservativen Partei Kanadas
- Nicholas Bardach (* 1954), kanadisch-deutscher Paukist und Schlagzeuger
- Anna Silk (* 1974), Schauspielerin
- Hans Peter Arp (* 1976), kanadisch-deutscher Umweltchemiker und Hochschullehrer
- Measha Brueggergosman (* 1977), Sopranistin
- Jeffrey Scholten (* 1977), Shorttracker
- Jason O’Leary (* 1978), Eishockeytrainer
- Catharine Pendrel (* 1980), Mountainbikerin
- Peter Brown (* 1986), Schauspieler, Reality-TV-Teilnehmer und Fernsehmoderator
- Jake Allen (* 1990), Eishockeytorhüter
- Kelsey Tessier (* 1990), Eishockeyspieler
- Zack Phillips (* 1992), Eishockeyspieler
- Brendan Corey (* 1997), australischer Shorttracker
- Rikki Doak (* 1998), Shorttrackerin
- Lauren Gale (* 2000), Sprinterin